# Janis Blaswich
Janis Jonathan Blaswich (Willich, 1991. május 2.) német labdarúgó, a Bayer Leverkusen játékosa.

## Pályafutása
Blaswich ifjúsági karrierjét a VfR Mehrhoog csapatában kezdte. 2006 és 2009 között a Borussia Mönchengladbach  akadémiájának volt tagja, majd 2009-ben innen került a második csapatba, ahol alapember csapatának. A felnőtt csapat tagja 2011 óta, de csak néhány mérkőzésen ülhetett le a kispadra, pályára nem lépett ezidáig.
2022. február 15-én jelentették be, hogy júniusban csatlakozik a német RB Leipzig csapatához, ahova három évre írt alá. 2023. szeptember 1-jén 2026. június 30-ig meghosszabbította a szerződését. 2024. június 22-én kölcsönbe került a Red Bull Salzburg csapatába.
2025. augusztus 11-én kétéves szerződést írt alá a Bayer Leverkusen csapatával.

## Statisztika
2015. július 31. állapot szerint.
| Klub               | Szezon           | Bajnokság | Bajnokság | Kupa  | Kupa  | Nemzetközi | Nemzetközi | Összesen | Összesen |
| Klub               | Szezon           | Meccs     | Gólok     | Meccs | Gólok | Meccs      | Gólok      | Meccs    | Gólok    |
| ------------------ | ---------------- | --------- | --------- | ----- | ----- | ---------- | ---------- | -------- | -------- |
| Mönchengladbach II | 2008–09          | 1         | 0         | 0     | 0     | —          | —          | 1        | 0        |
| Mönchengladbach II | 2009–10          | 9         | 0         | 0     | 0     | —          | —          | 91       | 0        |
| Mönchengladbach II | 2010–11          | 19        | 0         | 0     | 0     | —          | —          | 19       | 0        |
| Mönchengladbach II | 2011–12          | 35        | 0         | 0     | 0     | —          | —          | 35       | 0        |
| Mönchengladbach II | 2012–13          | 21        | 0         | 0     | 0     | —          | —          | 21       | 0        |
| Mönchengladbach II | 2013–14          | 32        | 0         | 0     | 0     | —          | —          | 23       | 0        |
| Mönchengladbach II | 2014–15          | 8         | 0         | 0     | 0     | —          | —          | 8        | 0        |
| Mönchengladbach    | 2011–12          | 0         | 0         | 0     | 0     | —          | —          | 0        | 0        |
| Mönchengladbach    | 2012–13          | 0         | 0         | 0     | 0     | —          | —          | 0        | 0        |
| Mönchengladbach    | 2014–14          | 0         | 0         | 0     | 0     | —          | —          | 0        | 0        |
| Mönchengladbach    | 2014–15          | 0         | 0         | 0     | 0     | 0          | 0          | 0        | 0        |
| Dynamo Dresden     | 2015–16          | 1         | 0         | 0     | 0     | —          | —          | 1        | 0        |
| Karrier összesen   | Karrier összesen | 126       | 0         | 0     | 0     | 0          | 0          | 126      | 0        |

## Sikerei, díjai
- Mönchengladbach II
  - Német negyedosztály bajnok: 2014–15

- Dynamo Dresden
  - Német harmadosztály bajnok: 2015–16

- Hansa Rostock
  - Mecklenburg-Elő-Pomeránia kupa: 2018

- RB Leipzig
  - Német kupa: 2022–23
  - Német szuperkupa: 2023

## Külső információk
- Janis Blaswich adatlapja a Soccerwiki oldalon (angolul)
- Janis Blaswich adatlapja a Soccerway oldalon (angolul)
- Janis Blaswich adatlapja a Transfermarkt oldalon (angolul)